# Richiardi Jr
Richiardi Jr. (1923, en Perú - 1985, en Brasil) es el mago peruano que ha obtenido más reconocimiento internacional, nombrado mago del año en 1982, por la Academia de Artes Mágicas - Magic Castle.
Richiardi Jr. presentó su espectáculo de ilusiones en Sudamérica, Estados Unidos y Europa. Con grandes llenos mundiales en escenarios como el Madison Square Garden de Nueva York. Su estilo era único, tomó magia clásica y le añadió, drama, música y baile influenciadas gracias a su afición a los toros.
Ha sido inspiración de grandes magos entre los que destaca Criss Angel.
Murió en Brasil en 1985, tras una fatal gangrena.
Nacido en Lima, el 24 de noviembre de 1923; falleció el 5 de setiembre de 1985 en Río de Janeiro, Brasil, luego de una serie de operaciones para remover una gangrena en su pierna. Diabético por largo tiempo, sufrió un corte en su pie mientras actuaba en el Hotel Casino Resorts Princess, en las islas Nassau. Richiardi fue el más grande de los magos de entretenimiento de todos los tiempos. El tomo magia clásica, le añadió drama, música y baile y presentaba un estilo que era totalmente único, ganándose el sobrenombre de Maestro de la magia y la ilusión. Aldo Izquierdo(su real nombre), nace en Lima (callao, realmente), y su primera experiencia en escenario fue a los 4 meses de edad en el Teatro Mecado en Lima. Su madre lo disfrazaba de conejo, para que apareciera de una caja en el acto de su padre, Ricardo Richiardi.
La carrera de Aldo como conejo fue corta, porque una noche, él dejó 'algo extra' en la caja. Su primera actuación como mago la realizó en O'Porto, Portugal, realizando la conversión de tazas de agua en arroz, a la edad de 4 años. Desde entonces, Aldo siempre comenzaba sus actuaciones con este truco, considerándolo como de buena suerte. Fue en ese mismo escenario, 27 años después, que Ricardo, su hijo, hizo su debut con el mismo truco, a la edad de 4 años.
Aldo no estuvo interesado en la magia inicialmente. Él quería ser médico, pero continuó como principal asistente de su padre. No tenía intención de convertirse en la tercera generación de Richiardis. ¡Si!. Tercera generación. El original Richiardi, (su abuelo) nunca actuó en Suramérica. La primera mitad de su espectáculo era magia, y la segunda hipnosis y transmisión de pensamiento. Ricardo Richiardi nació en Cuzco, en 1895, realizando su espectáculo de magia con la segunda parte de ventriloquia. Él llevó su espectáculo a un tour por Estados Unidos en 1936. En 1937, fallece en un accidente en Atlanta, Georgia. Aldo tenía 14 cuando asume el mágico legado. El show era tan grande, que si se hubiese puesto todo en un solo espectáculo, hubiese durado más de 7 1/2 horas. Después de la muerte de su padre, Aldo se fue a Nueva York, donde su madre enfermó. No teniendo dinero para el pasaje devuelta a casa, por 18 meses Aldo tuvo 2 trabajos: Como mago en el Hotel Park Central de día, y en una fábrica de chocolates en la noche. La enfermedad de su madre empeoró. Finalmente, logró suficiente dinero para hacer su viaje a Argentina. Los aparatos de ilusión de su padre fueron guardados en un almacén del Teatro Apolo, gracias a la amabilidad de un mexicano amigo de su padre. Casi dos años de almacén hicieron su trabajo. Los equipos se dañaron, y se infestaron de ratas. Fue un duro golpe para el corazón de Aldo. Él estaba determinado a llevar la tradición de su padre, y sus sueños de niño. 
De vuelta en Argentina, compartió su servicio militar con clases de baile y canto, y adoptó el nombre artístico de Richiardi Jr. La fama le sobrevino en 1943, en el teatro Smart de Buenos Aires. Luego realizó un tour de 2 años por Brasil, México y Texas. Fue en la convención mágica de Texas en 1949 que Aldo ganó el premio ofrecido por El Gran Dante. Richiardi Jr. inició entonces, un tour que lo llevó a Europa y Sudamérica con dos espectáculos diferentes cada noche: Cócteles Mágicos y Cabalgata Mágica. Mantenía un grupo de 45 asistentes, incluyendo 35 muchachas el escenario y vestuario más elaborado. Su show era presentado como los musicales de Hollywood.
Richiardi Jr. no era solo mago, era ilusionista, cantante, bailarín y actor de méritos excepcionales. Se reclama para él ser el creador del Musical Mágico, en el más grande sentido de la palabra. Richiardi era lo que David Copperfield quiere llegar a ser. Hace 40 años, Richiardi combinaba música, danza, actuación y magia para cada puesta en escena de sus ilusiones bajo un marco de drama. Sus más grandes ilusiones son: La suspensión sobre las escobas, la sierra circular y La transposición de la silla. En 1957 gana el premio Bernardette, equivalente en magia al Oscar, como el más grande mago de entretenimiento del mundo. En 1979 es considerado por la sociedad americana de magos como el mago del año. En 1980 se le entrega el premio del mago de la década. Entre sus mejores espectáculos figuran: El Milagro viviente, El increíble mundo de la magia y la ilusión, El lugar del horror de Richiardi, Testigo de lo imposible.
- Datos: Q6108741